# Гішам Будауї
Гіша́м Будауї́ (фр. Hicham Boudaoui, англ. هشام بوضوی‎, нар. 23 вересня 1999, Бешар) — алжирський футболіст, півзахисник клубу «Ніцца» і національної збірної Алжиру.
У складі збірної — володар Кубка африканських націй 2019 року.

## Клубна кар'єра
Народився 23 вересня 1999 року в місті Бешар. Вихованець футбольної школи клубу «Параду». Дорослу футбольну кар'єру розпочав 2017 року в основній команді того ж клубу. За два сезони в «Параду» зіграв 41 матч у всіх змаганнях.
2 вересня 2019 перейшов до французької «Ніцци». Вартість трансфера склала 4 мільйони євро.

## Виступи за збірну
У 2018 році дебютував в офіційних матчах у складі національної збірної Алжиру.
Наступного року поїхав на Кубок африканських націй 2019, де взяв участь у двох із семи матчів на турнірі, а його команда завоювала другий в її історії титул чемпіона Африки.

## Титули і досягнення
- Володар Кубка африканських націй (1):

 Алжир: 2019